# Morgan Aero 8

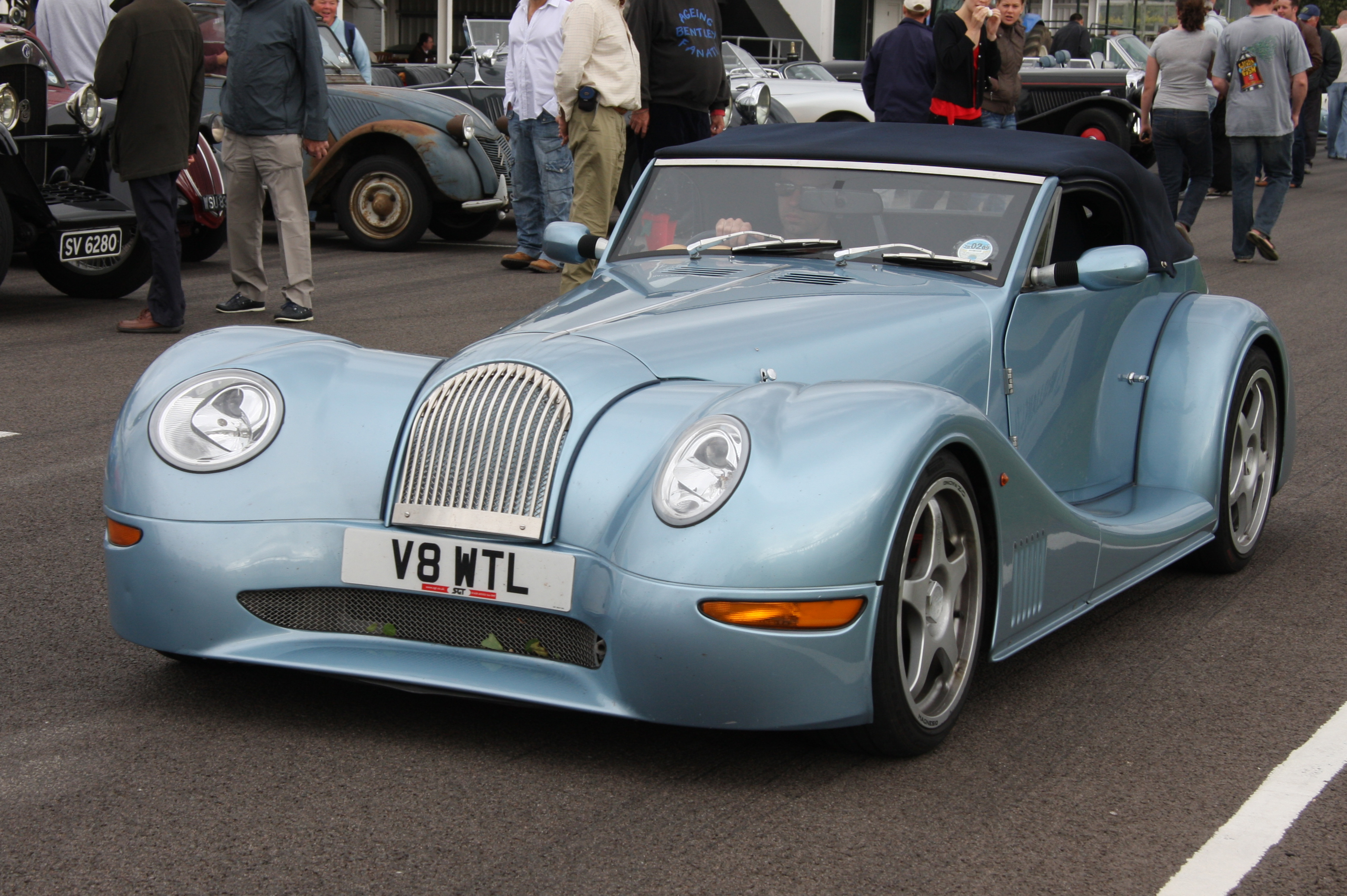
Morgan Aero 8 Roadster, 1. Generation

Der Morgan Aero 8 ist ein Sportwagen des britischen Automobilherstellers Morgan, der als Coupé und als Roadster verkauft wird. Die erste Generation wurde im Februar 2000 auf dem Genfer Auto-Salon vorgestellt, der Verkauf begann 2001. Mit diesem Modell brach Morgan mit seiner Tradition und führte moderne Fertigungsmethoden ein. Statt eines Leiterrahmens mit Sperrholzboden und einem Aufbau in Gemischtbauweise (Eschenholzgerippe mit aufgenagelten Stahl- oder Aluminiumblechteilen) hat der Aero 8 ein geklebtes und genietetes Aluminium-Monocoque mit angesetzten Karosserieteilen, auch aus Aluminium, im modernen Retro-Stil. Auch das Fahrwerk ist neu, mit Doppelquerlenkern an allen Rädern. Der im Februar 2000 vorgestellte Aero 8 wurde von einem mit 4,4-Liter-BMW-V8-Motor (M62) angetrieben. Die Auslieferung des Aero 8 begann 2001. Er kostete weit mehr als die bis dahin angebotenen Modelle, war für anspruchsvolle Kundschaft gedacht und beschleunigt in 4,5 s von 0 auf 100 km/h.
Seit 2006 rüstete Morgan den Aero 8 serienmäßig mit Airbags und einem Antiblockiersystem (ABS) aus. Zudem ist ein Facelift mit verkleinertem Lufteinlass unterhalb des Kühlergrills und runden Blinkern eingeführt worden. Auch die zugunsten eines niedrigeren Luftwiderstandes „schielenden“ Scheinwerfer von VW wurden aufgegeben. Die Gläser der neuen, für den Mini entwickelten Scheinwerfer standen quer zur Fahrtrichtung.
In zehn Baujahren wurden vier Varianten des Aero 8 gebaut, insgesamt ca. 700 Fahrzeuge sowie 100 Aeromax. Die Serienproduktion wurde 2010 eingestellt. Im vierten Quartal 2015 wurde die Serienproduktion der 5. Generation des Aero 8 aufgenommen.

## 5. Generation (2015–2018)
Die fünfte Generation wurde auf dem Genfer Auto-Salon 2015 vorgestellt, sie wird von einem 4,8-Liter-V8-Ottomotor (N62)  mit 270 kW (367 PS) von BMW angetrieben. Auch das 6-Gang-Schaltgetriebe stammt von BMW.     Er soll in 4,2 s von 0 auf 100 km/h beschleunigen und eine Endgeschwindigkeit von 273 km/h erreichen.
Die Produktion des Aero 8 endete 2018, als die Produktion des 4,8-Liter-V8 von BMW eingestellt wurde.

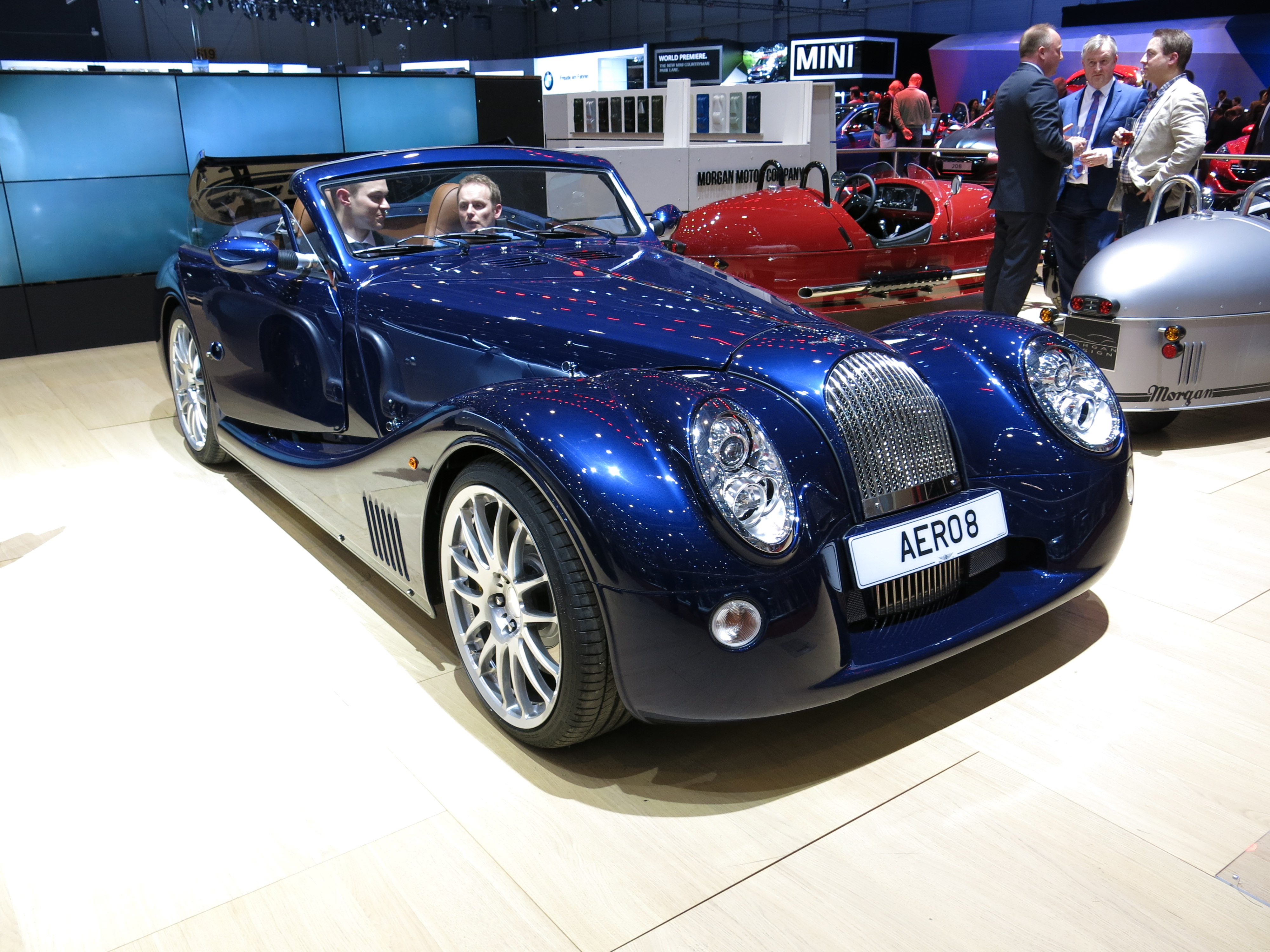
Morgan Aero 8 Roadster auf dem Genfer Auto-Salon 2015
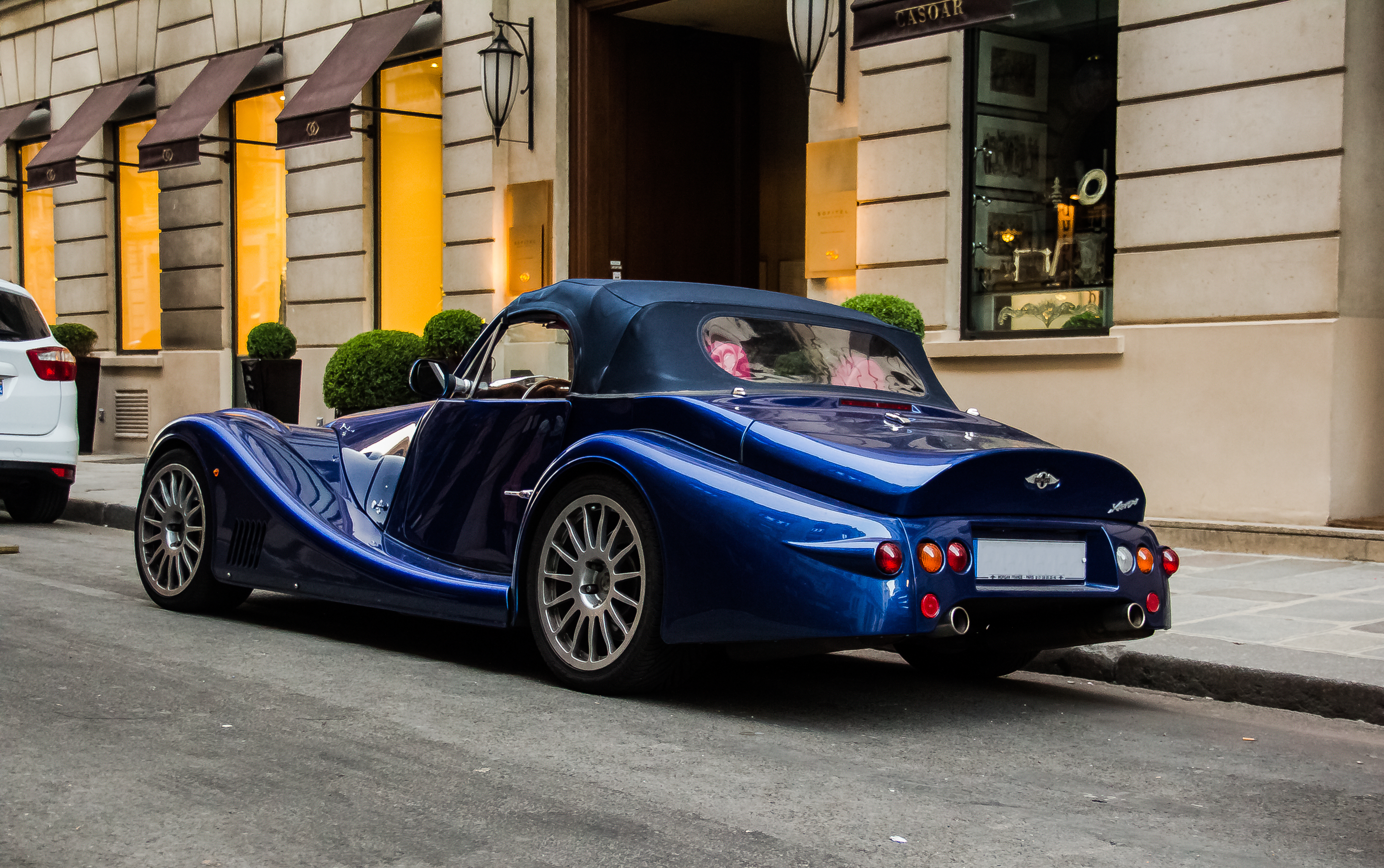
Heckansicht
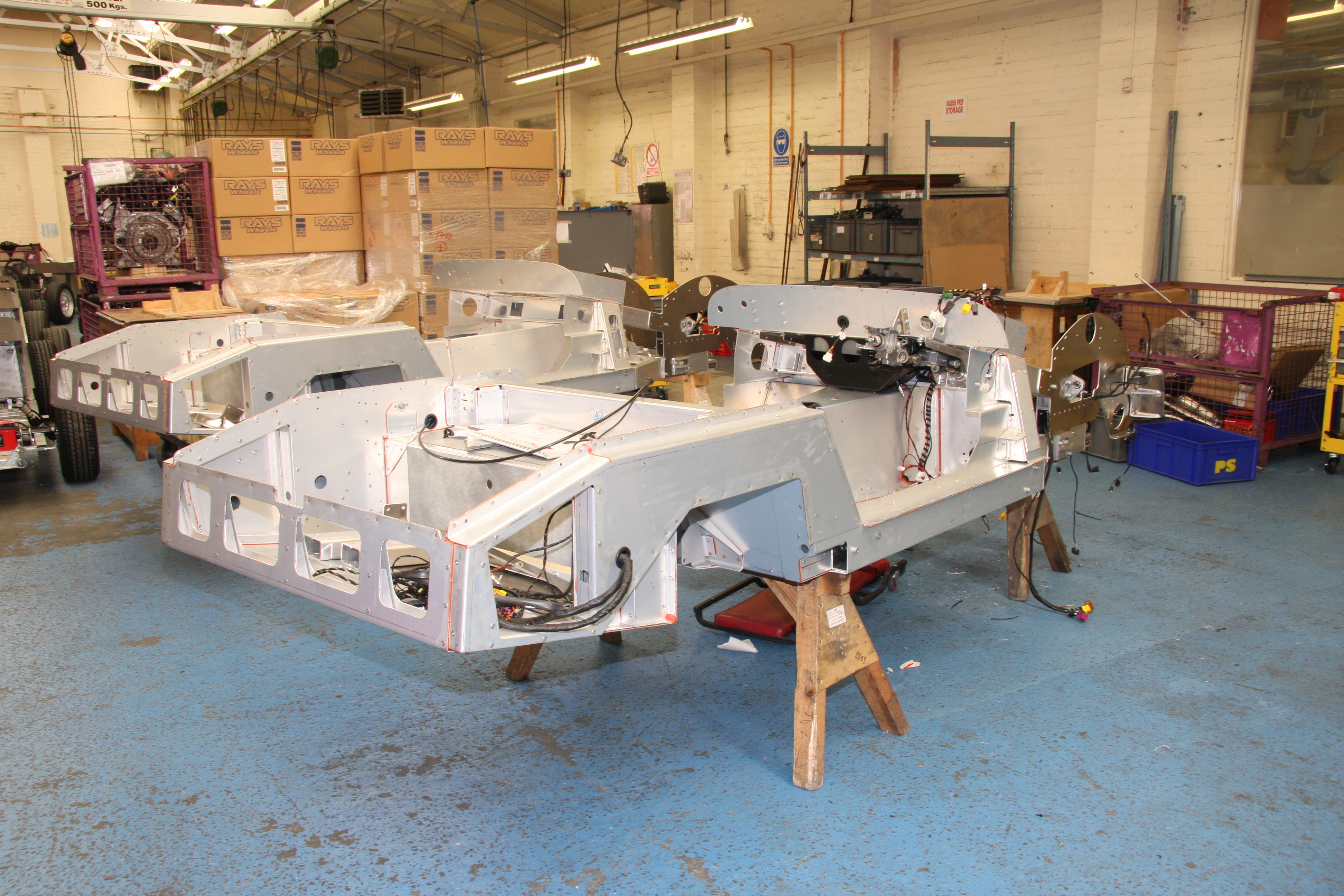
Morgan Aero 8 Fahrgestell
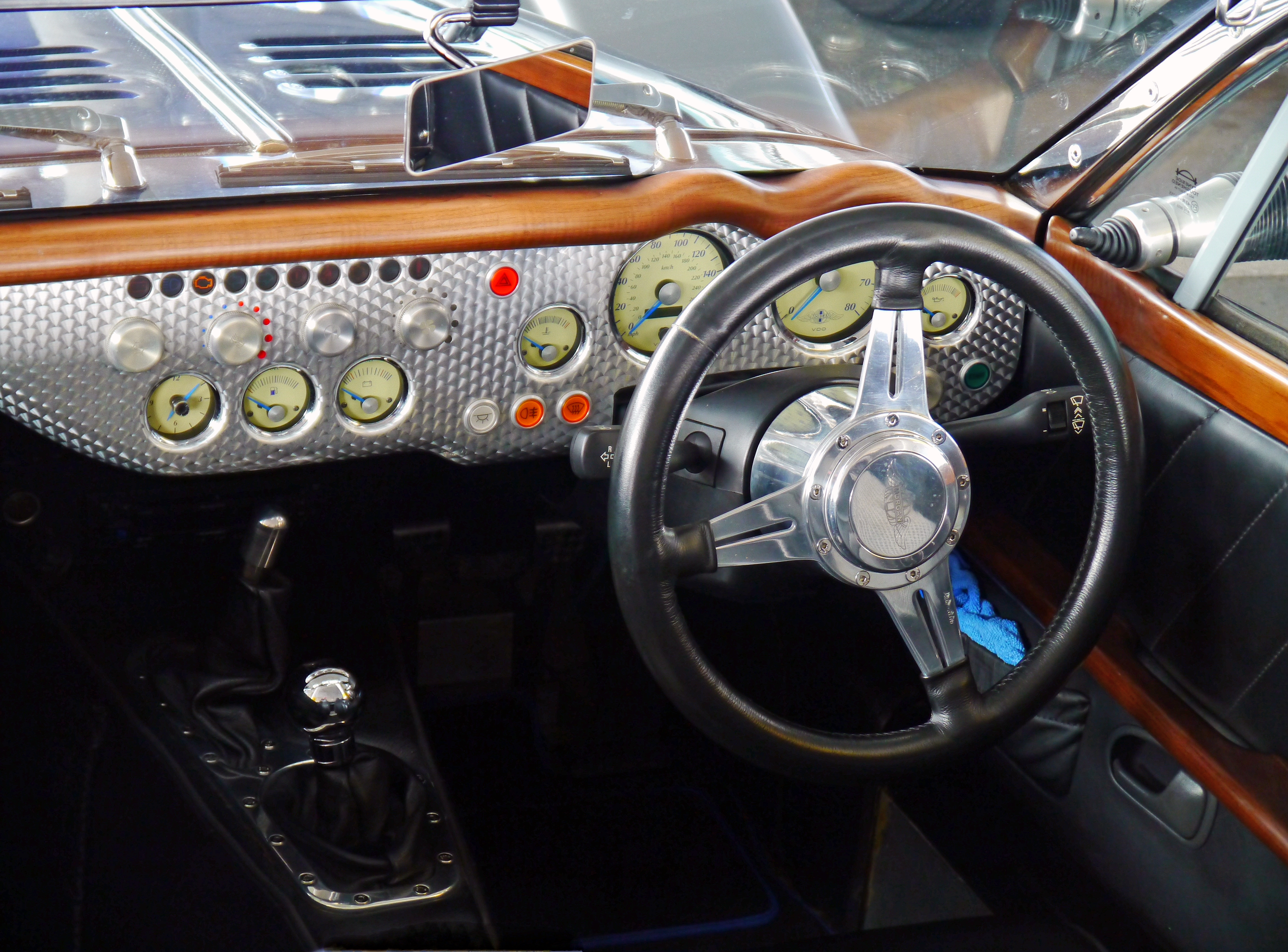
Cockpit, eine Version
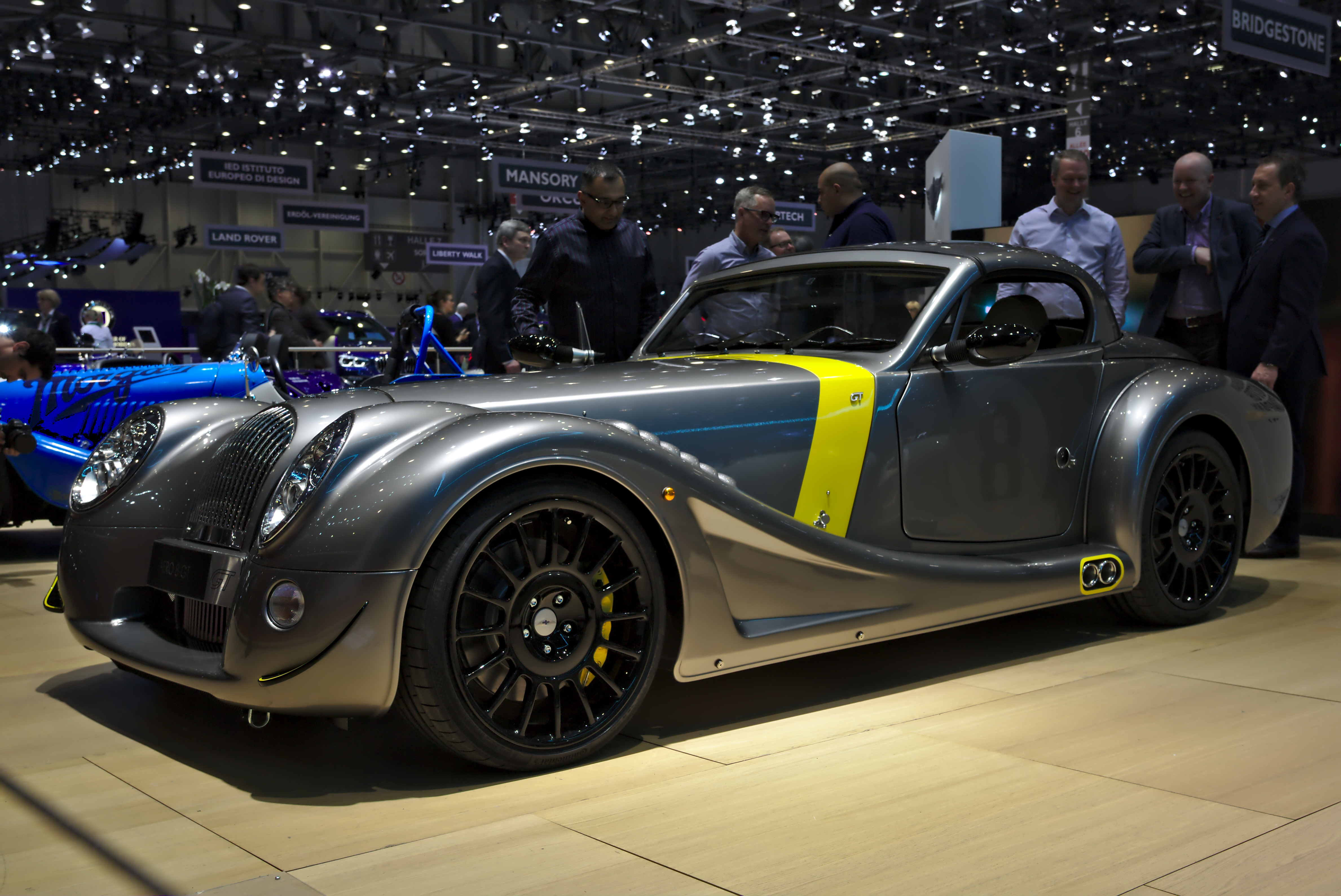
Morgan Aero 8 GT auf dem Genfer Auto-Salon 2018
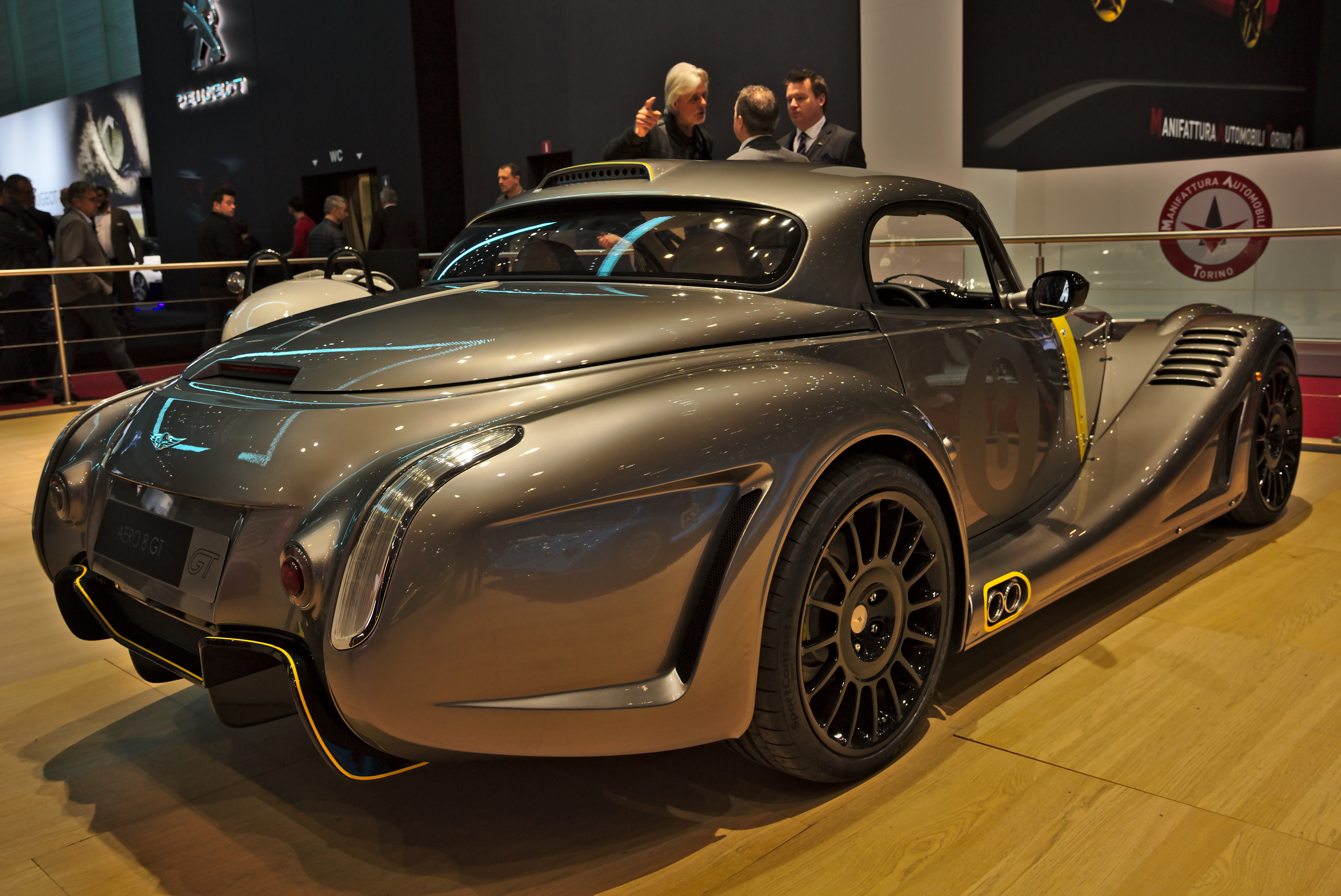
Heckansicht

### Technische Daten
|                                             | Aero 8                 |
| Bauzeitraum                                 | 2015–2018              |
| Motorkenndaten                              |                        |
| Motortyp                                    | V8-Ottomotor           |
| Einbaulage                                  | Vorn längs             |
| Ventile/Nockenwellen                        | 4 pro Zylinder/4       |
| Hubraum                                     | 4799 cm³               |
| Bohrung × Hub                               | 93,0 × 88,3 mm         |
| Verdichtung                                 | 10,0:1                 |
| max. Leistung bei min−1                     | 270 kW (367 PS) / 6300 |
| max. Drehmoment bei min−1                   | 490 Nm / 3400          |
| Kraftübertragung                            |                        |
| Antrieb                                     | Hinterradantrieb       |
| Getriebe, serienmäßig                       | 6-Gang-Schaltgetriebe  |
| Messwerte                                   |                        |
| Höchstgeschwindigkeit                       | 273 km/h               |
| Beschleunigung, 0–100 km/h                  | 4,5 s                  |
| Kraftstoffverbrauch auf 100 km (kombiniert) | 12,1 l Super           |
| CO2-Emissionen (kombiniert)                 | 282 g/km               |
| Tankinhalt                                  | 55 l                   |